# Юхары-Агджаязы
Юхары-Агджаязы́ (азерб. Yuxarı Ağcayazı) — село в Агдашском районе Азербайджана.

## Этимология
Прежнее название села — Агджа-Язы. Название значит «белёсая, сероватая равнина». В переводе на русский — Верхние Агджаязы.

## История
Первые упоминания села датированы концом XIX века.
Село Верхние Агджа-Язы в 1913 году согласно административно-территориальному делению Елизаветпольской губернии относилось к Агджа-Язинскому сельскому обществу Арешского уезда.
В 1926 году согласно административно-территориальному делению Азербайджанской ССР село относилось к дайре Агдаш Геокчайского уезда.
После реформы административного деления и упразднения уездов в 1929 году был образован Юхарыколгатинский сельсовет в Агдашском районе Азербайджанской ССР.
Согласно административному делению 1961 года село Юхары-Агджаязы входило в Юхарыколгатинский сельсовет Агдашского района Азербайджанской ССР. С 1971 года село Юхары-Агджаязы входит в состав Дахнахалилского сельсовета.
В 1999 году в Азербайджане была проведена административная реформа и был учрежден Юхары-Агджаязинский муниципалитет Агдашского района. 30 мая 2014 года Юхары-Агджаязинский муниципалитет был ликвидирован, а село вошло в состав Дахнахалилского муниципалитета.

## География
Неподалёку от села протекает Верхне-Ширванский канал.
Село находится в 12 км от райцентра Агдаш и в 250 км от Баку. Ближайшая ж/д станция — Ляки.
Высота села над уровнем моря — 88 м.

## Население
| Численность населения | Численность населения | Численность населения |
| 1886                  | 1979                  | 1999                  |
| --------------------- | --------------------- | --------------------- |
| 463                   | ↘410                  | ↗1171                 |

## Климат
| Показатель                                             | Янв. | Фев. | Март | Апр. | Май  | Июнь | Июль | Авг. | Сен. | Окт. | Нояб. | Дек. | Год  |
| ------------------------------------------------------ | ---- | ---- | ---- | ---- | ---- | ---- | ---- | ---- | ---- | ---- | ----- | ---- | ---- |
| Средний суточный максимум, °C                          | 6,8  | 8    | 12,3 | 20,4 | 25,2 | 29,6 | 33,2 | 32   | 27,8 | 20,8 | 14,1  | 8,9  | 19,9 |
| Средняя температура, °C                                | 2,8  | 4    | 7,8  | 14,6 | 19,3 | 23,6 | 26,9 | 25,9 | 22   | 15,7 | 10    | 4,9  | 14,8 |
| Средний суточный минимум, °C                           | −1,1 | 0    | 3,4  | 8,8  | 13,5 | 17,7 | 20,7 | 19,8 | 16,2 | 10,6 | 5,9   | 1    | 9,7  |
| Норма осадков, мм                                      | 26   | 31   | 37   | 45   | 60   | 45   | 25   | 28   | 29   | 58   | 35    | 27   | 446  |
| Источник: http://en.climate-data.org/location/992259/6 |      |      |      |      |      |      |      |      |      |      |       |      |      |

Среднегодовая температура воздуха в селе составляет +14,8 °C. В селе семиаридный климат.

## Инфраструктура
В 2015 году в село налажена поставка природного газа.